# Lypusa
Lypusa é um gênero de mariposa pertencente à família Acrolophidae.